# 祭文
祭文是為祭祀儀式所寫作的文章，內容視乎祭祀的性質有所不同。例如感謝神明、祭奠死者或追懷感念等。
祭文最早可追溯至漢代。人们写祭文，习惯以“维”字开头，维只是助词。其辭性又有散文、韵语、俪语，韵语又有四言、六言、杂言、骚体、俪体等。袁枚的《祭妹文》便是駢體文。《文心雕龙·祝盟》稱：“若乃礼之祭祀，事止告飨；而中代祭文，兼赞言行。祭而兼赞，盖引神而作也。”祭文也可能是多人的創作，例如馮琦去世時，門生、友人多作祭文，為他寫祭文的人就有莊天全、溫純、王錫爵以及于慎行等人。胡適提倡白話文運動，可是他寫的《先母行述》仍是一篇文言文。

## 逸事
早期台灣中學的國文課本引用過多祭祀亡者的祭文，如《祭十二郎文》、《瀧岡阡表》、《先妣事略》、《祭妹文》、《先母鄒孺人靈表》、《祭明太祖文》、《懷念先師蔡元培先生》、《祭告國父克燕文》，或者《與妻訣別書》、《獄中上母書》 之類生死訣別的文章，因此國立編譯館被戲稱為“國立殯儀館”